# Paquete de baterías

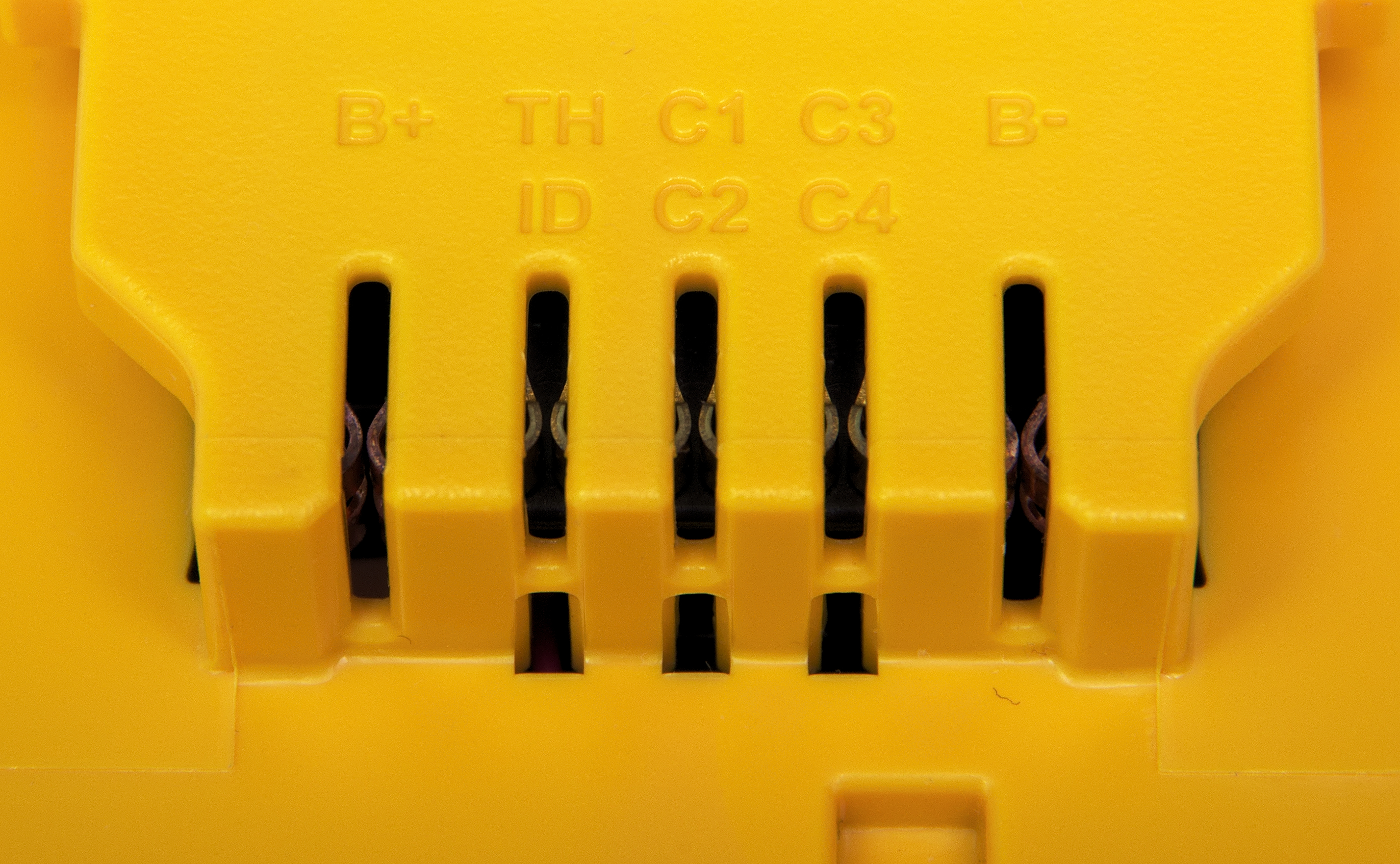
Contactos del battery pack usado en taladros sin cable DeWalt 20V Max (18V XR en Europa). Los contactos C1-C4 están conectados a las células individuales en el battery pack y los utiliza el cargador para el balance de la batería

Un paquete de baterías o battery pack, es un conjunto de cualquier número de baterías (preferiblemente) idénticas o células individuales. Pueden configurarse en serie, en paralelo o en una combinación de ambos para suministrar el voltaje y la corriente deseados. El término paquete de baterías se usa a menudo en referencia a herramientas inalámbricas, juguetes de radiocontrol y vehículos eléctricos .
Los componentes de los paquetes de baterías incluyen las baterías o células individuales y las interconexiones que proporcionan conductividad eléctrica entre ellas. Los paquetes de baterías recargables suelen contener sensores de voltaje y temperatura, que el cargador utiliza para detectar el final de la carga. Las interconexiones también se encuentran en las baterías, ya que son la parte que conecta cada celda, aunque las baterías generalmente solo se organizan en cadenas en serie.
Cuando un paquete contiene grupos de células en paralelo, existen diferentes configuraciones de cableado que tienen en cuenta el equilibrio eléctrico del circuito. Los sistemas de gestión de baterías se utilizan a veces para equilibrar las células y mantener sus voltajes por debajo de un valor máximo durante la carga, permitiendo así que las baterías más débiles se carguen por completo, restableciendo así el equilibrio del paquete. El equilibrio activo también puede realizarse mediante dispositivos de equilibrio de baterías que transfieren energía de las células fuertes a las más débiles en tiempo real para un mejor equilibrio. Un paquete bien equilibrado dura más y ofrece un mejor rendimiento. 
Para un encapsulado en línea, se seleccionan células y se apilan soldándolas entre sí. Las células se presionan entre sí y un pulso de corriente genera calor para soldarlas y todas las conexiones internas. 

## Cálculo del estado de carga

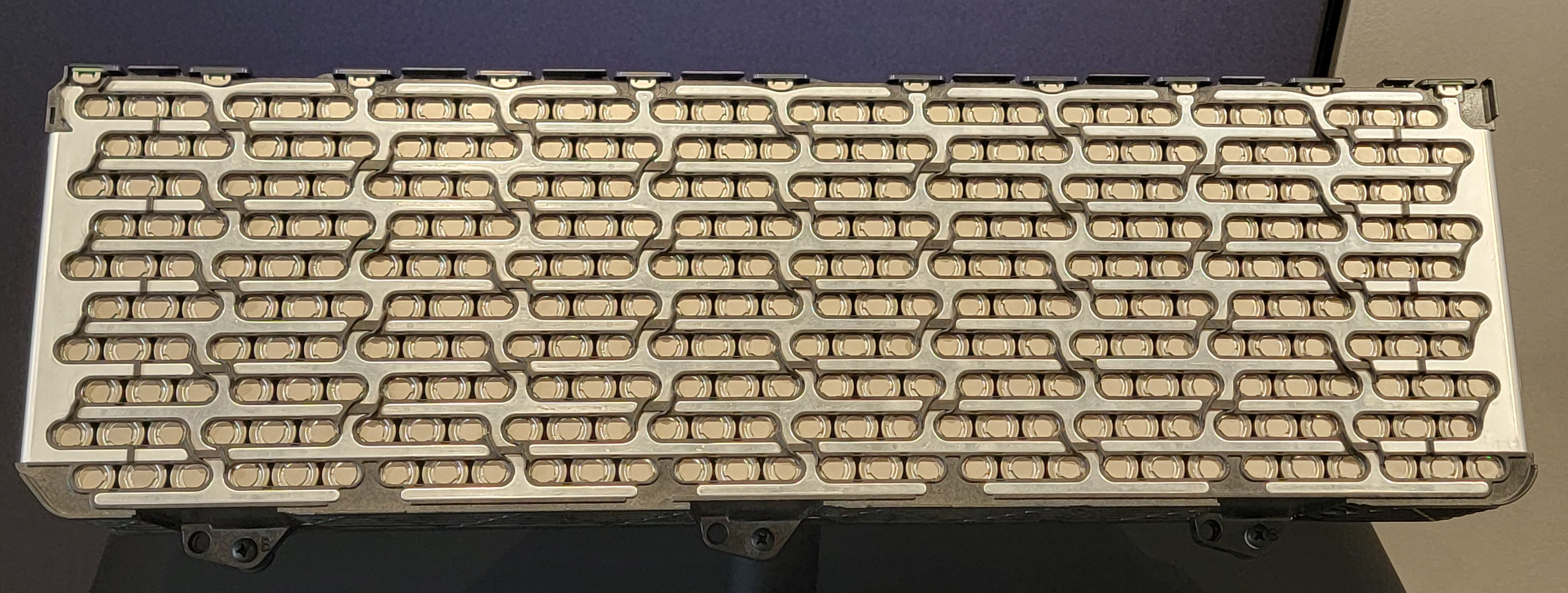
Paquete de baterías de iones de litio para Lucid Motors

El SOC (State of charge), es la medida de la cantidad de carga restante. El SOC no se puede determinar con una simple medición de voltaje, ya que el voltaje terminal de una batería puede permanecer prácticamente constante hasta su descarga completa. En algunos tipos de batería, la gravedad específica del electrolito puede estar relacionada con el estado de carga, pero esto no es medible en las células típicas de un paquete de baterías ni se relaciona con el estado de carga en la mayoría de los tipos de baterías. La mayoría de los métodos de SOC tienen en cuenta el voltaje y la corriente, así como la temperatura y otros aspectos del proceso de carga y descarga para, en esencia, calcular el aumento o la disminución dentro de una capacidad predefinida del paquete. Los sistemas más complejos de estimación del estado de carga consideran el efecto Peukert, que relaciona la capacidad de la batería con la velocidad de descarga.

### Tabla: Voltaje vs.% de carga para packs de 3 a 7 subgrupos de elementos
| % de carga | 3S (11.1 V) | 4S (14.8 V) | 5S (18.5 V) | 6S (22.2 V) | 7S (25.9 V) |
| ---------- | ----------- | ----------- | ----------- | ----------- | ----------- |
| 100 %      | 12.6 V      | 16.8 V      | 21.0 V      | 25.2 V      | 29.4 V      |
| 90 %       | 12.4 V      | 16.5 V      | 20.6 V      | 24.8 V      | 28.9 V      |
| 80 %       | 12.2 V      | 16.2 V      | 20.2 V      | 24.4 V      | 28.4 V      |
| 70 %       | 12.0 V      | 15.8 V      | 19.8 V      | 24.0 V      | 27.9 V      |
| 60 %       | 11.8 V      | 15.5 V      | 19.4 V      | 23.6 V      | 27.4 V      |
| 50 %       | 11.6 V      | 15.2 V      | 19.0 V      | 23.2 V      | 26.9 V      |
| 40 %       | 11.4 V      | 14.8 V      | 18.6 V      | 22.8 V      | 26.4 V      |
| 30 %       | 11.2 V      | 14.5 V      | 18.2 V      | 22.4 V      | 25.9 V      |
| 20 %       | 11.0 V      | 14.2 V      | 17.8 V      | 22.0 V      | 25.4 V      |
| 10 %       | 10.8 V      | 13.8 V      | 17.4 V      | 21.6 V      | 24.9 V      |
| 0 %        | 9.0 V       | 12.0 V      | 15.0 V      | 18.0 V      | 21.0 V      |

## Ventajas

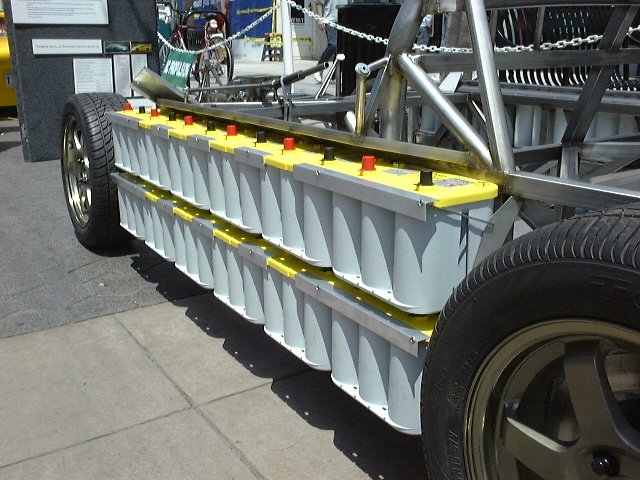
Paquete de baterías de plomo-ácido para automóvil compuesto por 28 Optima Yellow Tops

Una ventaja de un paquete de baterías es su facilidad para intercambiarlas dentro o fuera de un dispositivo. Esto permite que varios paquetes ofrezcan mayor autonomía, liberando el dispositivo para un uso continuo mientras se carga el paquete extraído por separado.
Otra ventaja es la flexibilidad de su diseño e implementación, permitiendo el uso de células o baterías de alta producción y más baratas para combinarlas en un paquete para casi cualquier aplicación.
Al final de la vida útil del producto, las baterías se pueden quitar y reciclar por separado, lo que reduce el volumen total de residuos peligrosos.

## Desventajas
Los paquetes suelen ser más fáciles de reparar o manipular para los usuarios finales que una batería o celda sellada inservible. Si bien algunos podrían considerar esto una ventaja, es importante tomar precauciones de seguridad al realizar el mantenimiento de un paquete de baterías, ya que representan un peligro potencial de incendio, riesgo químico y eléctrico.

## Gestión y equilibrado de células

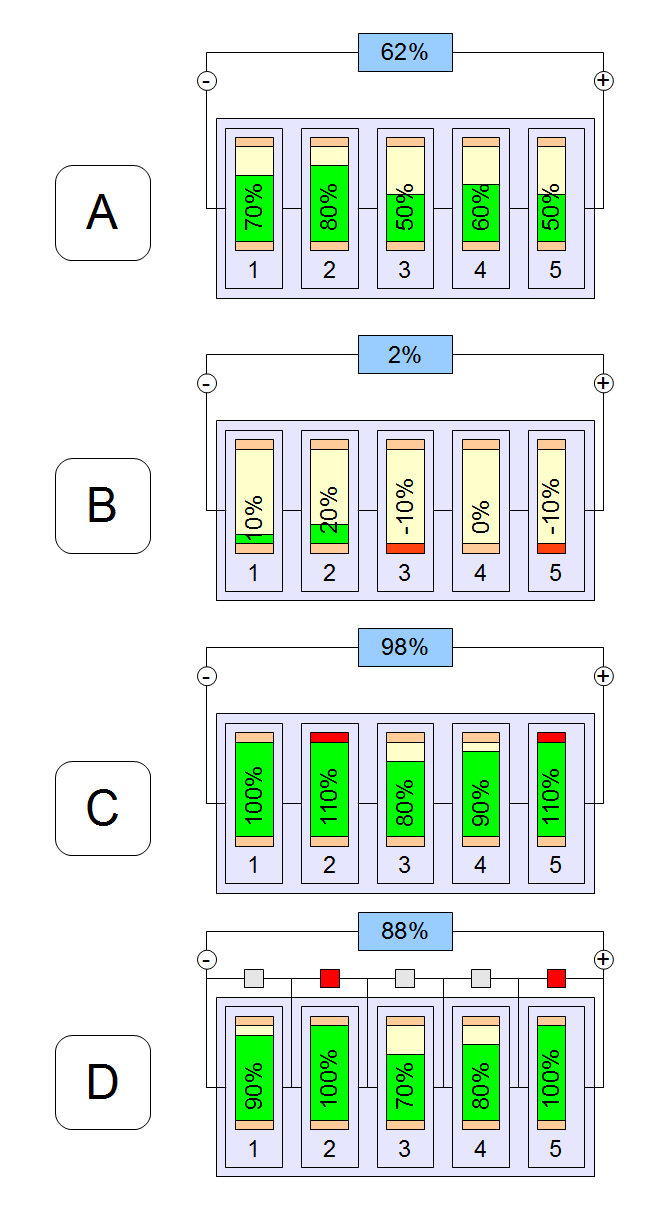
Diferentes estados de carga en una batería. La celda 5 tiene menor capacidad. La celda 5 tiene una alta tasa de autodescarga.

El sistema de equilibrado de batería, (Battery Management System, BMS) hace referencia a las técnicas que maximizan la capacidad de una batería de tener toda su energía disponible para su uso y aumentar la longevidad de la batería.  pueden clasificarse según su ubicación y funciones:

#### BMS en el cargador
Este tipo de sistema se encuentra fuera del paquete de baterías y forma parte del circuito de carga. Su función principal es controlar el proceso de carga, incluyendo el corte por sobrevoltaje, la limitación de corriente y, en algunos casos, el equilibrado pasivo de las células. Es común en cargadores externos para baterías de litio.
Ventajas: fácil mantenimiento, posibilidad de actualización independiente.
Limitaciones: no protege durante la descarga ni en reposo.

#### BMS incorporado
Está integrado dentro del propio paquete de baterías. Supervisa continuamente el estado de cada celda, controla la carga y descarga, protege contra sobretemperatura, cortocircuitos y desequilibrios de voltaje. Hay de los siguientes tipos:
- Centralizado: una sola unidad controla todas las células.
- Distribuido: cada celda o módulo tiene su propio controlador.
- Modular: combina aspectos de los anteriores, permitiendo escalabilidad.
- Integrado: embebido en el paquete, ideal para diseños compactos.

### Equilibrado de las células
Las células individuales de un paquete de baterías presentan ligeras diferencias de capacidad debido a variaciones de fabricación, envejecimiento, montaje o condiciones térmicas. Estas diferencias provocan que, tras varios ciclos de carga y descarga, las células alcancen estados de carga (State of Charge, SOC) distintos. Un BMS completo puede incluir el equilibrado activo, así como el control de la temperatura, la carga y otras funciones para maximizar la vida útil de una batería.
El equilibrio de la batería puede realizarse mediante convertidores DC-DC, en una de tres topologías:
- Celda a batería: energía transferida desde una celda al conjunto.
- Batería a celda: energía redistribuida desde el conjunto a células individuales.
- Bidireccional: permite flujo de energía en ambos sentidos.

El equilibrado busca igualar el SOC entre células conectadas en serie, maximizando la capacidad útil y prolongando la vida del paquete. Las células conectadas en paralelo se equilibran naturalmente, pero los grupos en serie-paralelo requieren balanceo activo o pasivo entre bloques.

### Regulador de baterías
El equilibrio puede ser activo o pasivo. El término regulador de baterías suele referirse únicamente a los dispositivos que realizan un equilibrado pasivo.
- Equilibrado pasivo: la energía de las células más cargadas se disipa como calor mediante resistencias. Es simple pero menos eficiente.
- Equilibrado activo: transfiere energía de las células más cargadas a las menos cargadas mediante convertidores DC-DC, condensadores o inductores. Es más eficiente pero complejo.

### Equilibrado pasivo
En el equilibrado pasivo, la energía se extrae de la célula más cargada y se disipa en forma de calor, normalmente a través de resistencias.
El equilibrio pasivo iguala el estado de carga en un punto fijo, normalmente "equilibrio superior", en el que todas las células alcanzan el 100% de SOC al mismo tiempo, o "equilibrado inferior", en el que todas las células alcanzan el SOC mínimo al mismo tiempo. Esto puede lograrse drenando energía de las células con mayor estado de carga (por ejemplo, un cortocircuito controlado a través de una resistencia o transistor), o derivando energía a través de una ruta en paralelo con una celda durante el ciclo de carga, de modo que la celda consuma menos corriente (normalmente constante regulada). El equilibrado pasivo es inherentemente derrochador, ya que parte de la energía del pack se gasta en forma de calor para igualar el estado de carga entre las celda. La acumulación de calor residual también puede limitar la velocidad a la que puede producirse el equilibrio.

### Equilibrado activo
El equilibrado activo suele operar con potencias mucho menores que las de carga/descarga del paquete completo, pero mejora significativamente la eficiencia y la durabilidad. En el equilibrio activo, la energía se extrae de la célula más cargada y se transfiere a las células menos cargadas, normalmente a través de convertidores basados en condensadores, inductores o DC-DC.
El equilibrado activo intenta redistribuir la energía de las células con carga completa a las que tienen un estado de carga inferior. La energía se puede purgar de una célula con un SOC más alto conectando un condensador de reserva en circuito con la célula, desconectando después el condensador y volviéndolo a conectar a una célula con un SOC más bajo, o a través de un convertidor CC-CC conectado a todo el pack. Debido a las ineficiencias, parte de la energía se sigue desperdiciando en forma de calor, pero no en la misma medida. A pesar de sus evidentes ventajas, el coste adicional y la complejidad de una topología de equilibrado activo pueden ser considerables y no siempre tienen sentido en función de la aplicación.
Otra variante utilizada a veces en las baterías EAPC utiliza un conector de varias patillas con una resistencia y un diodo en serie en cada nodo: cuando se conocen las caídas, el cargador aplica una corriente de descarga adecuada o carga las células débiles hasta que todas tienen la misma tensión en el terminal cargado. Esto tiene la ventaja de reducir ligeramente el peso del paquete y disminuir el consumo parásito, además de permitir el equilibrio multipunto.

## Tecnología de los paquetes de baterías
Los packs de baterías necesitan un balanceado de batería, que es una técnica que maximiza la capacidad de una batería de tener toda su energía disponible para su uso y aumentar la longevidad de la batería. Normalmente el regulador de batería es un dispositivo incorporado dentro del paquete de baterías que lleva a cabo el equilibrio de la batería. La mayoría de los packs de baterías modernos utilizan  baterías de iones de lito que ofrecen:
- Mayor densidad energética.
- Menor peso.
- Ausencia de efecto memoria.
- Carga rápida y vida útil prolongada.

Los fabricantes de herramientas eléctricas ofrecen baterías con distintos voltajes para adaptarse a diversas aplicaciones. Estos voltajes determinan la potencia y autonomía de la herramienta. Las baterías de mayor voltaje suelen usarse en aplicaciones más exigentes, como perforación en hormigón o corte de materiales duros. A continuación se presentan los voltajes más comunes:
| Fabricante | Modelo            | Voltaje   | Capacidad (Ah) | Tipo de BMS | Observaciones                                   |
| ---------- | ----------------- | --------- | -------------- | ----------- | ----------------------------------------------- |
| Bosch      | PBA 12V 2.5Ah     | 12V       | 2.5            | Externo     | Uso doméstico, sistema Power for All            |
| Bosch      | GBA 18V 5.0Ah     | 18V       | 5.0            | Interno     | Profesional, tecnología CoolPack                |
| Bosch      | ProCORE 18V 8.0Ah | 18V       | 8.0            | Interno     | Alta densidad energética, BMS inteligente       |
| Makita     | BL1021B           | 12V       | 2.0            | Externo     | Serie CXT, compacto                             |
| Makita     | BL1850B           | 18V       | 5.0            | Interno     | Serie LXT, con indicador de carga               |
| Makita     | BL4040            | 40V       | 4.0            | Interno     | Serie XGT, comunicación digital batería-máquina |
| DeWalt     | DCB124            | 12V       | 3.0            | Externo     | XR Compacta, uso profesional ligero             |
| DeWalt     | DCB184            | 18V       | 5.0            | Interno     | XR Li-Ion, compatible con toda la gama 18V      |
| DeWalt     | DCB546            | 18V / 54V | 6.0            | Interno     | FLEXVOLT, voltaje dual, BMS inteligente         |

## Arquitectura interna de los packs de baterías
La tensión nominal de un paquete de baterías viene determinada por la cantidad de subgrupos de células de 3,7 V conectados en serie. Cada subgrupo puede estar formado por una o varias células en paralelo, lo que incrementa la capacidad (Ah) del pack.
| Voltaje nominal | N.º de subgrupos de 3,7v en serie | Ejemplo de modelos                                      | BMS          | Comentario                                                              |
| --------------- | --------------------------------- | ------------------------------------------------------- | ------------ | ----------------------------------------------------------------------- |
| 3,7 V           | 1                                 | Power Banks USB                                         | No requerido | Las células están en paralelo; se usa un conversor DC-DC de 3.7 V → 5 V |
| 10,8–12 V       | 3                                 | Black&Decker BL1510, Makita BL1013, Bosch BAT411 (PS31) | Externo      | 2 tomas intermedias para BMS en el cargador                             |
| 14,4–16 V       | 4                                 | Makita BL1415G                                          | Externo      | 3 tomas intermedias; BMS normalmente en el cargador                     |
| 18–21 V         | 5                                 | Makita BL1850B, Bosch SM31 (GSR 1800-LI)                | Interno      | 4 tomas intermedias; con BMS integrado                                  |

La presencia de tomas intermedias en el cableado del pack permite al BMS (interno o ubicado en el cargador) monitorizar y equilibrar el estado de carga de cada grupo de células. Este balance es fundamental en configuraciones en serie, ya que las células no se equilibran automáticamente como ocurre en paralelo.Algunos diseños de bajo coste emplean diodos para limitar el desequilibrio entre células, aunque esta técnica ofrece protección limitada y puede reducir la vida útil del conjunto.

## Power packs =>% de carga vs. Volts
| % de carga | 3.7 V pack | 10.1 V pack | 14.8 V pack | 18 V pack | 21 V pack |
| ---------- | ---------- | ----------- | ----------- | --------- | --------- |
| 100%       | 4.2 V      | 12.6 V      | 16.8 V      | 21.0 V    | 25.2 V    |
| 75%        | 3.9 V      | 11.7 V      | 15.6 V      | 19.5 V    | 23.1 V    |
| 50%        | 3.7 V      | 10.8 V      | 14.4 V      | 18.0 V    | 21.0 V    |
| 25%        | 3.5 V      | 10.0 V      | 13.2 V      | 16.5 V    | 18.9 V    |

## Power bank

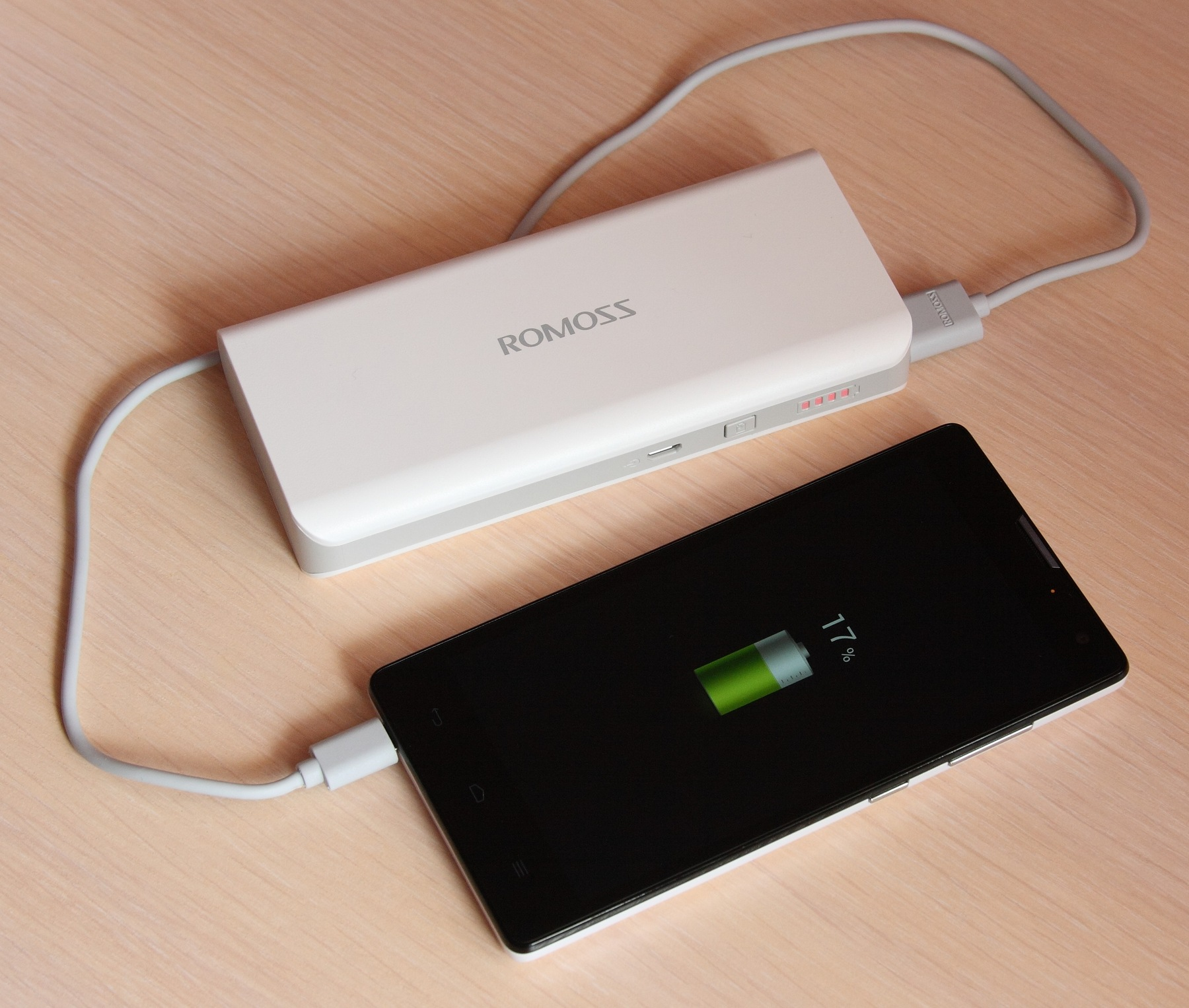
Un banco de energía portátil que carga un teléfono móvil.

Un banco de energía es un dispositivo portátil que consta de una batería, un cargador que conecta la batería con la fuente de alimentación y una interfaz de salida para proporcionar el voltaje de salida deseado. Los bancos de energía se fabrican en varios tamaños y generalmente se basan en baterías de iones de litio. Un banco de energía contiene células de batería y un circuito convertidor de voltaje. El convertidor CC-CC interno gestiona la carga de la batería y convierte el voltaje de la batería al voltaje de salida deseado. La capacidad anunciada en el producto en muchos casos se basa en la capacidad de las células internas; sin embargo, los mAh teóricos disponibles para la salida dependen del voltaje de salida. El circuito de conversión tiene algunas pérdidas de energía, por lo que la salida real es menor que la teórica.
Los mAh teóricos de un Banco de energía con batería de 3.7 V con 5 La salida representa el 74 % de la capacidad de la batería. Por ejemplo: La RavPower RP-PB41 tiene una capacidad anunciada de 26 800 mAh. La capacidad de carga en mAh que se evaluó en la revista tiene una capacidad teórica de 19.832 mAh, aunque la capacidad entregada fue de 15.682 mAh, 78 % del valor teórico. Los autores atribuyeron la diferencia a la resistencia interna de la batería y a las pérdidas del convertidor. La placa de circuito puede incluir características adicionales como protección contra sobredescarga, apagado automático y LED indicadores del nivel de carga. Las baterías externas pueden detectar una conexión y encenderse automáticamente. Si la carga actual se encuentra por debajo de un umbral específico del modelo durante un tiempo determinado, una batería externa puede apagarse automáticamente.

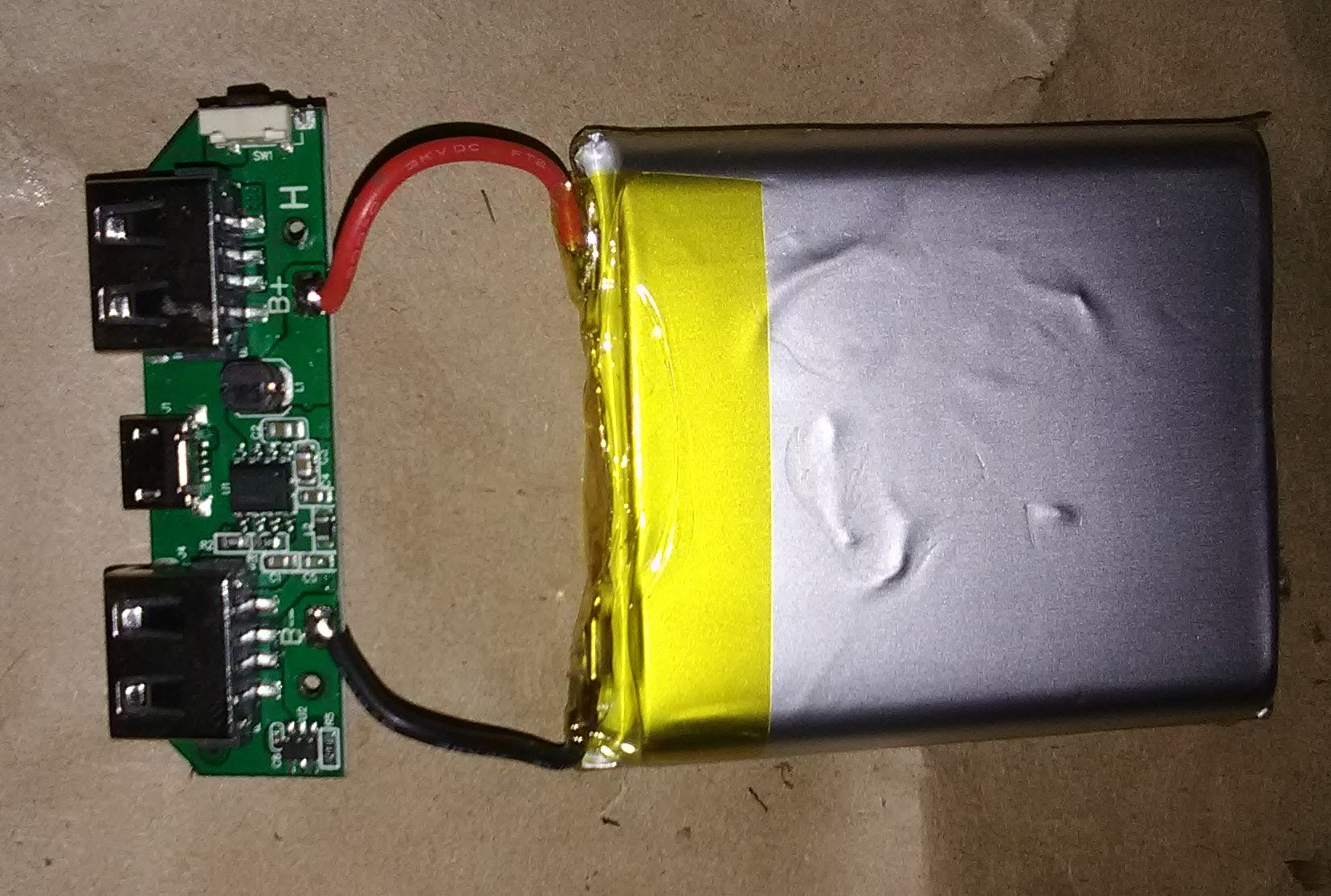
Dentro de un banco de energía de “5.000 mAh” compuesto por una batería y una placa de circuito que contiene el cargador y el convertidor de salida.

El banco de energía promedio en 2023 transfiere alrededor de 2/3, o el 67% de la energía de la batería del banco de energía a la batería del dispositivo que se estaba cargando.
Algunos bancos de energía pueden entregar energía de forma inalámbrica, algunos están equipados con una linterna LED para una iluminación casual de corta distancia cuando sea necesario, y algunos tienen una función de carga de paso que permite proporcionar energía a través de sus puertos USB mientras se cargan simultáneamente .  Algunos bancos de energía más grandes tienen conectores de CC (o conectores de barril ) para demandas de mayor energía, como las computadoras portátiles .

## Conversores DC-DC en packs de células en paralelo
Los conversores DC-DC son circuitos electrónicos que modifican la tensión continua (DC) de entrada para obtener una tensión continua de salida distinta. En power banks y baterías portátiles, su función es clave para garantizar una entrega eficiente de energía.

### Función principal
- Adaptación de voltaje: La tensión de las células de Li-ion suele ser de 3.7 V nominales, pero muchos dispositivos requieren 5 V, 9 V o incluso más. El conversor DC-DC permite esta transformación.
- Protección y regulación: Mantiene una salida estable y segura incluso cuando el voltaje de las células varía durante la descarga.
- Compatibilidad con protocolos: En power banks modernos, el conversor puede adaptarse dinámicamente (Quick Charge, Power Delivery) para ajustar el voltaje según el dispositivo conectado.

### Packs en paralelo: comportamiento eléctrico
Cuando se conectan células en paralelo:
- Mayor capacidad (Ah): La energía total almacenada se suma, pero la tensión nominal sigue siendo la misma.
- Distribución de corriente: Las células aportan corriente de forma proporcional; esto minimiza el estrés individual si están bien balanceadas.
- Limitación: La tensión no se eleva por sí sola, por lo que se requiere un conversor DC-DC si se desea un voltaje superior.

### Integración con el conversor DC-DC
- El conversor se sitúa después del bloque de células en paralelo, tomando la tensión conjunta como entrada.
- Puede ser step-up (boost) si se eleva la tensión (de 3.7 V a 5 V), o step-down (buck) si se reduce (por ejemplo, en ciertas aplicaciones internas).
- Algunos modelos son buck-boost, adaptándose según necesidad.

### Características
| Tipo de conversor | Entrada típica | Salida típica | Aplicación                     |
| ----------------- | -------------- | ------------- | ------------------------------ |
| Boost             | 3.7 V          | 5 V, 9 V      | USB-A, USB-C para carga        |
| Buck              | 9 V, 12 V      | 5 V, 3.3 V    | Regulación para MCU o sensores |
| Buck-Boost        | Variable       | Estable       | Carga inteligente              |

### Packs externos
Los packs externos son pequeñas baterías externas que se fijan a la parte trasera del teléfono móvil, como si fuera una funda. La energía se suministra a través de los puertos de carga USB  o de forma inalámbrica. También existen fundas de batería como accesorio para empuñadura de cámara, como en el caso del Nokia Lumia 1020.  Para teléfonos móviles con tapa trasera extraíble, existen baterías extendidas. Se trata de baterías internas de mayor tamaño, fijadas con una tapa trasera dedicada y más espaciosa que reemplaza la predeterminada. Una desventaja es la incompatibilidad con otras fundas de teléfono mientras están fijadas.
Hay packs externos que incluyen conectores plegables integrados en el propio estuche.

### Alquiler/intercambio

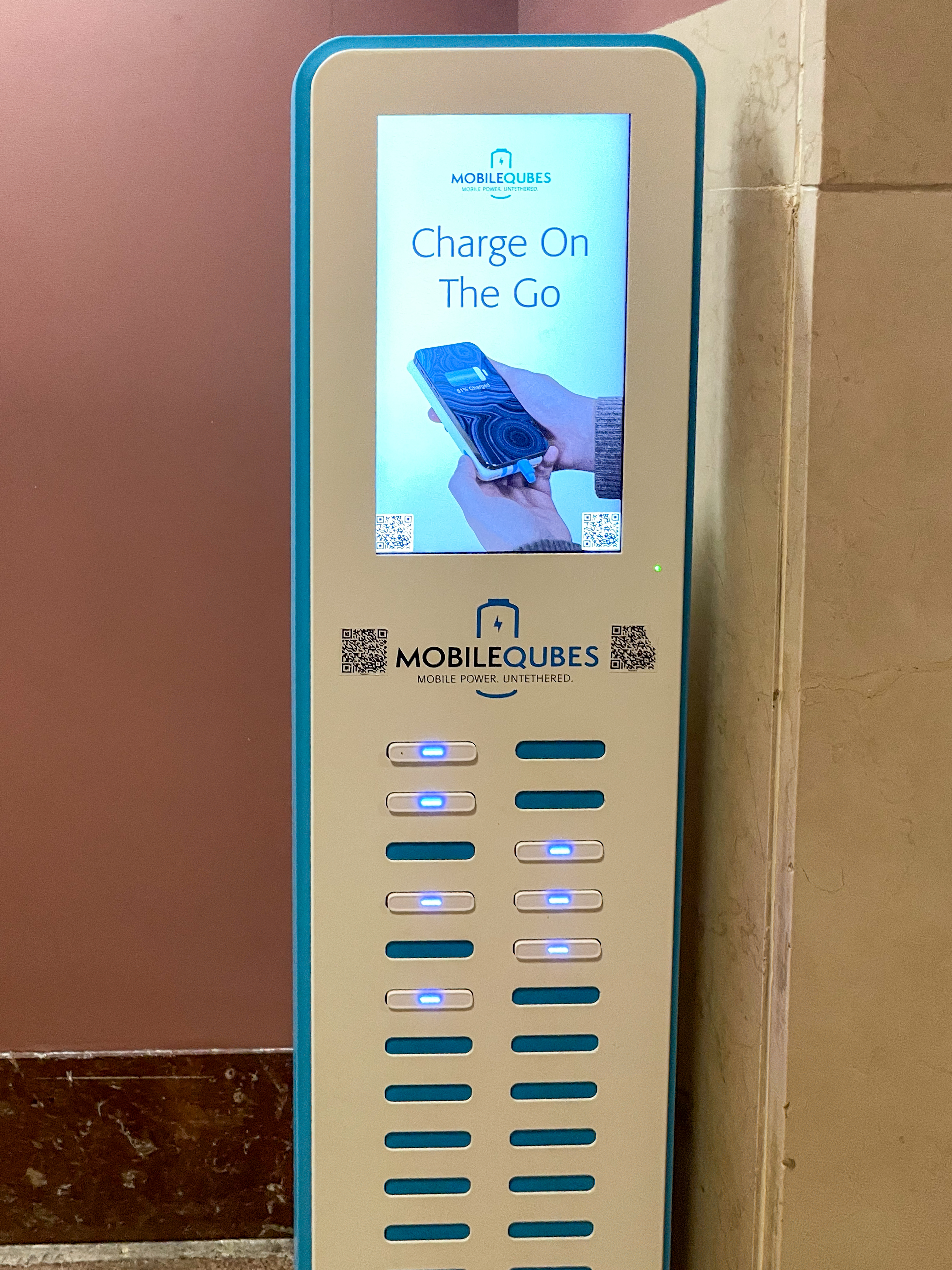
Una máquina expendedora de alquiler de bancos de energía en Estados Unidos en 2024

En algunas partes del mundo, existen servicios de alquiler o suscripción de baterías externas en quioscos. Los clientes pagan por el uso de la batería externa durante un periodo determinado y devuelven la batería descargada al quiosco. En un caso, la marca FuelRod se vendió a un precio elevado en varios parques de atracciones con la condición de que los usuarios obtuvieran la ventaja de un cambio gratuito en los establecimientos participantes. FuelRod decidió suspender el cambio gratuito en 2019, lo que dio lugar a una demanda colectiva que llegó a un acuerdo según el cual los primeros usuarios conservarían los privilegios de cambio gratuito.

### Restricción en aviones
Según las regulaciones de la Administración Federal de Aviación de EE. UU., no se permiten baterías externas en el equipaje facturado. Se permiten baterías externas de hasta 100 Wh como equipaje de mano, y las de entre 101 Wh y 160 Wh con la aprobación de la aerolínea.
Tras el vuelo 391 de Air Busan en Corea, surgieron preocupaciones sobre las baterías externas en los vuelos, y se emitieron nuevas regulaciones al respecto. El gobierno coreano prohibió el uso de baterías externas en vuelos coreanos. En marzo de 2025, la Autoridad de Aviación Civil de Malasia emitió una directiva para aconsejar a los pasajeros que guardaran las baterías externas en su cuerpo y las evitaran en los compartimentos superiores. En junio, la Administración de Aviación Civil de China prohibió a los pasajeros llevar baterías externas sin la Certificación Obligatoria de China en los vuelos. En febrero de 2025, Eva Air anunció la prohibición del uso de baterías externas en los vuelos. AirAsia, China Airlines, Starlux Airlines, Singapore Airlines y Thai Airways emitieron prohibiciones similares posteriormente.